# 垣根

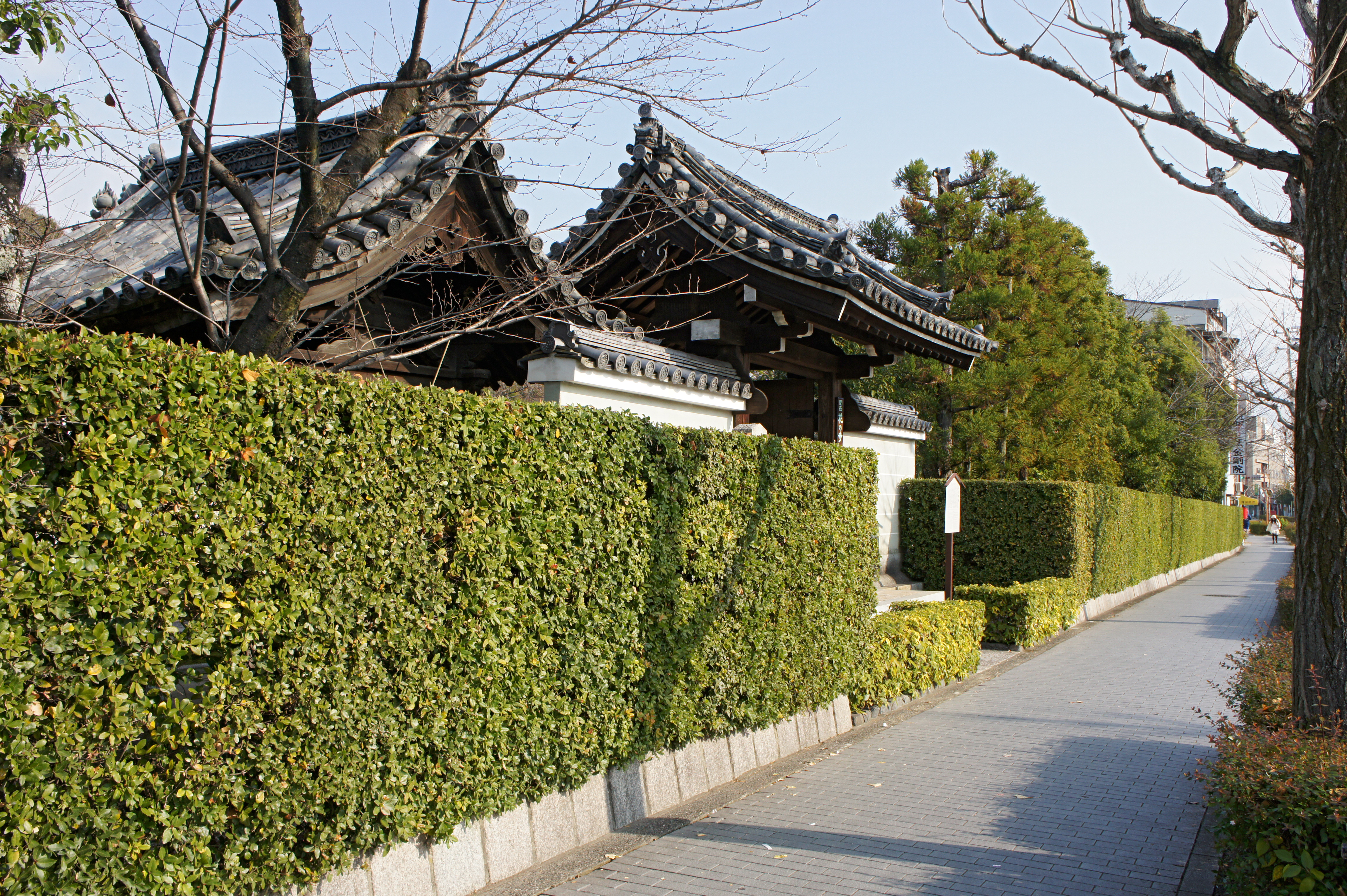
ウバメガシの生垣（法金剛院）

垣根（かきね）とは、敷地や庭などの区画として設ける囲い。竹で編んだり組んだりした竹垣や、木を植えた生垣などがある。また、金網を利用した金網垣もあり、洋風庭園などではバラを金網に絡ませたバラ垣などが用いられる。

## 欧州における垣根
英語圏では畑地や牧草地、放牧場などの境界を示すための生垣をhedge（hedgerow）という。代表的なものにサンザシの若木を用いた生垣があり、横木を渡せる距離で植え、その間を若木で斜めに曲げて絡めたり、ハシバミの枝を編み合わせて作られる。これに近接して生えてきたオーク、トネリコ、ニレ、コリヤナギ、ニワトコ、野リンゴ、野ナシなどの樹木を組み合わせることで一層堅固な垣根が作られる。垣根の間に生える樹木は燃料源とするためそのままにされたが、垣根自体は狩猟時に馬で飛び越せるように人間の肩ぐらいの高さに刈り込まれた。また、サンザシの生垣は生育のために土手下（hedge bottom）に沿って排水溝（drainage ditch）が掘られることが通例で、土手の上に設けられることもあった。
- Hedgelaying（英語版） ‐ 垣根作り
- Dead hedge（英語版） - 毎年作る必要があるHazelの枝などを編んで作る垣根[4]。

## 日本における垣根

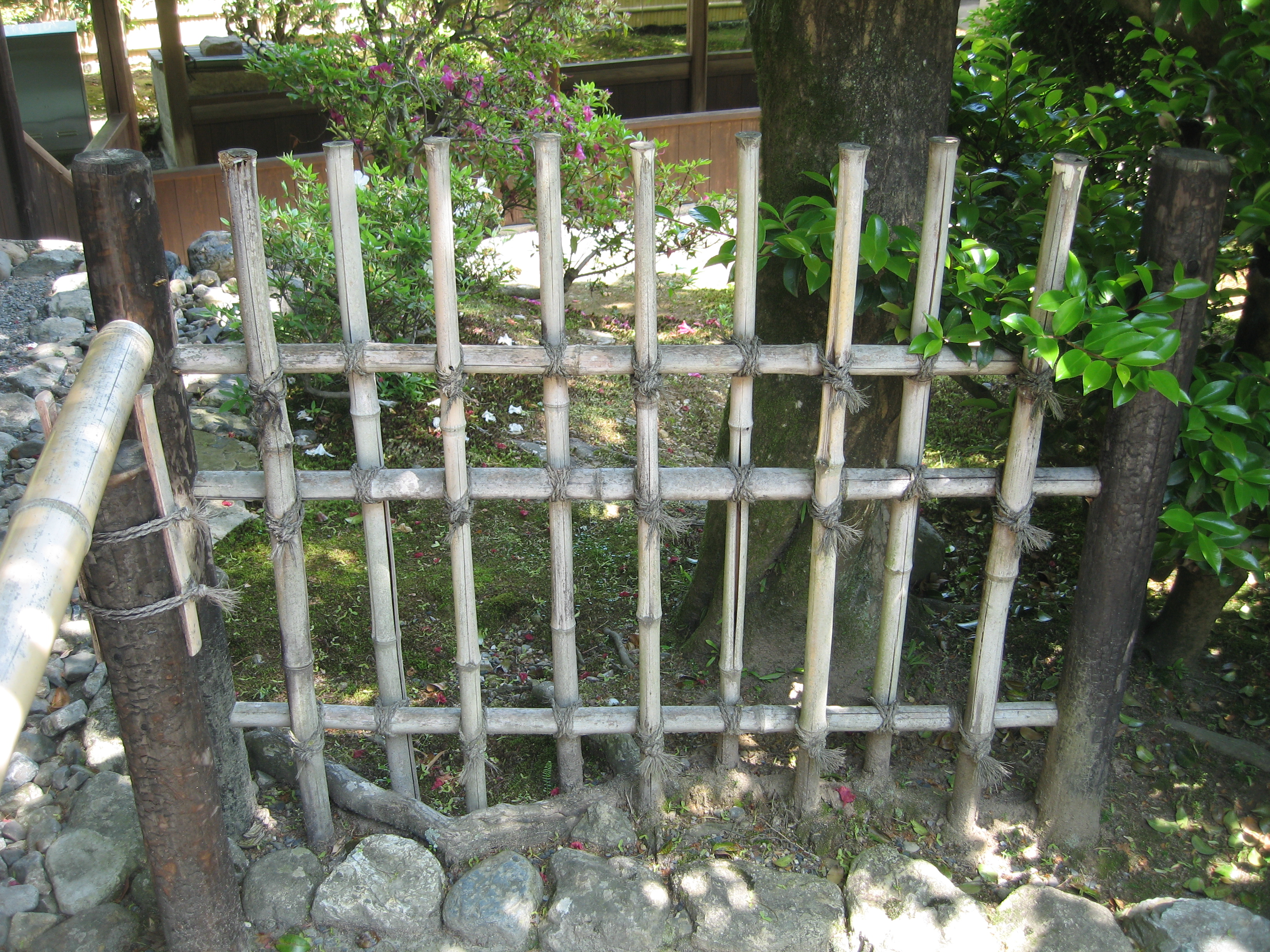
四ツ目垣

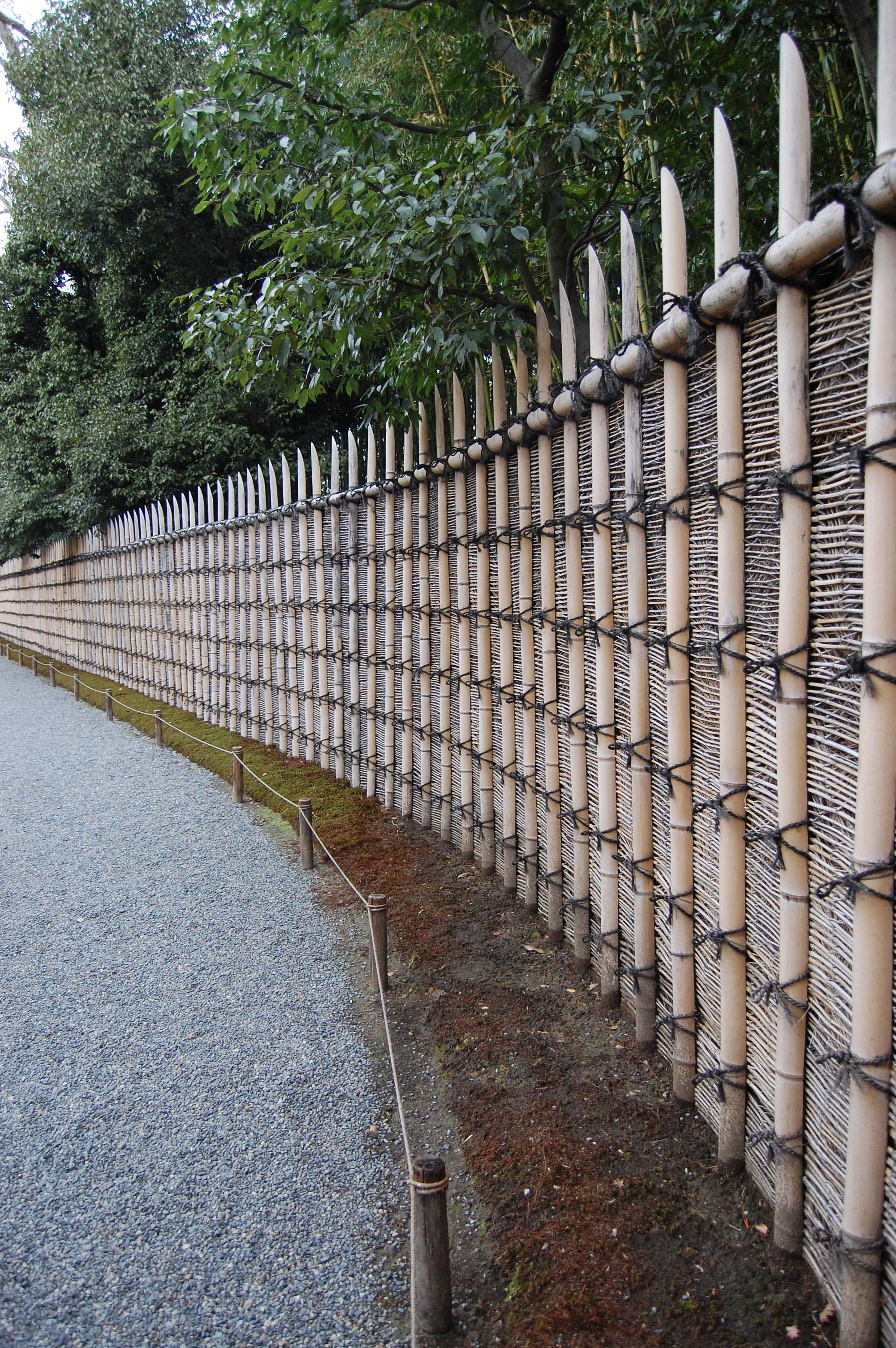
桂垣

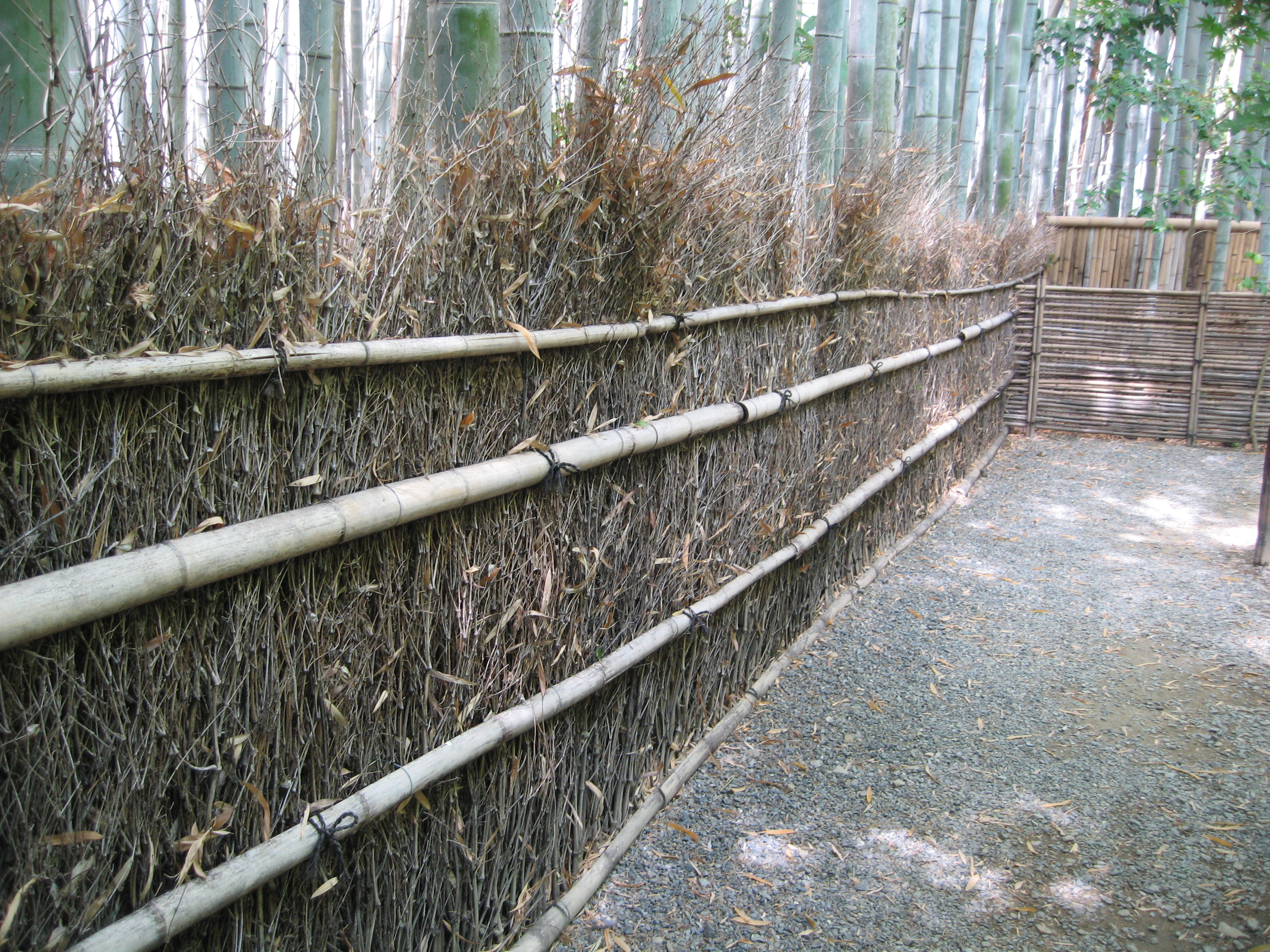
竹穂垣

日本では住宅の外周の垣に、コンクリート塀や板塀のほか、土塀、煉瓦塀、石垣などが用いられている。また、外垣とは別に、庭園内に区画を設けるために内垣を設けることがあり、竹垣、生垣、金網垣などが用いられる。
板塀には、竪、横張り、目透し、敷目張り、大和張りなどの種類がある。
また、竹垣には、視界を完全に遮るものに建仁寺垣、大徳寺垣、沼津垣、相国寺垣、大津垣、桂垣、源氏垣、馬背垣、鶯垣などがある。他方、視界を遮らないものに光悦垣、偕楽園垣、金閣寺垣、四ツ目垣などがある。
- 四ツ目垣
タケを四ツ目の格子に組んだ垣根。
- 建仁寺垣
建仁寺の垣根を本歌とし割竹を隙間無く立てた垣根で、片面と両面のものがある。
- 御簾垣 
外観が御簾（すだれ）のように見える垣根。一般的には竹が使用される。
- 桂垣
桂離宮の門の両側にある垣根を名前の由来とする。
- 大津垣
竹の表面を大津、裏を京都になぞらえた。
- 竹穂垣 
割竹を使い、組子に竹穂を組み合わせて作る。
- 萩垣
- 蓑垣
- 木賊垣
- 立合垣
- 鉄砲垣
- あやめ垣
- ひしぎ垣
- 光悦寺垣
- 金閣寺垣
- 銀閣寺垣
- 矢来垣
- 竜安寺垣
- 沼津垣